# Bhussinga
Bhussinga (en népalais : भुस्सिंगा) est un comité de développement villageois du Népal situé dans le district d'Okhaldhunga. Au recensement de 2011, il comptait 1 582 habitants.